# Isaak Bacharach
Isaak Bacharach (Seligenstadt, 2 de dezembro de 1854 – Campo de Concentração de Theresienstadt, 22 de setembro de 1942) foi um matemático alemão. Foi professor de matemática em Erlangen, provou o teorema de Cayley–Bacharach.